# Salzwedel
Salzwedel (phát âm tiếng Đức: [ˈzaltsveːdəl], tên chính thức Hansestadt Salzwedel, là một đô thị thuộc huyện Altmarkkreis Salzwedel, bang Saxony-Anhalt, Đức. Dân số xấp xỉ 21.500 người.

## Thành phố kết nghĩa
- Wesel, Đức, từ năm 1990
- San Vito dei Normanni, Ý, từ năm 1990
- Felixstowe, Vương quốc Anh, từ năm 1994